# Тримбл, Лоуренс

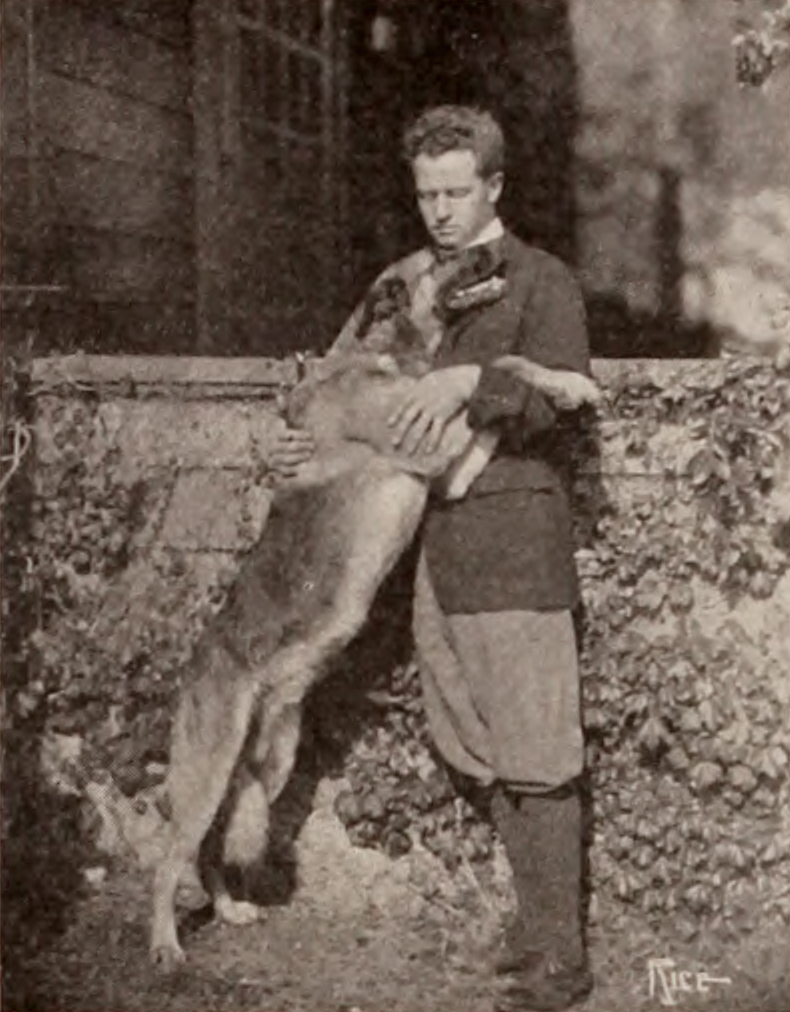
Со Стронгхартом на съёмках фильма «Безмолвный зов» (1921)

Ло́уренс Тримбл (англ. Laurence Trimble; 15 февраля 1885, Robbinston, Мэн — 8 февраля 1954, Вудленд-Хиллз, Калифорния) — американский кинорежиссёр, киносценарист и дрессировщик собак, менее известен как киноактёр, кинопродюсер и писатель. Прославился тем, что снимал первых в истории кино звёзд-собак: Джин и Стронгхарта.

## Биография
Лоуренс Норвуд Тримбл родился 15 февраля 1885 года в городке Роббинстон (штат Мэн, США) в семье фермеров. Мальчик с детства полюбил собак, хотя дома ему держать их родители запрещали. Писал приключенческие рассказы про животных, один из них даже был напечатан в небольшом нью-йоркском журнале в 1908 году. В 1909 году он посетил киностудию Vitagraph, так как готовил серию статей под названием «Как делается кино». В беседе с продюсером Альбертом Смитом он узнал, что тот разыскивает дрессированную собаку для своего нового фильма, но пока безуспешно. Тримбл ознакомился со сценарием и заявил, что готов лично подготовить подходящего пса. На следующее утро он вернулся на студию со своей семигодовалой трёхцветной длинношёрстной колли по кличке Джин. Так Джин стала первой собакой в мире, исполнившей главную роль в кино. С весны 1910 года Тримбл стал режиссёром Vitagraph, отвечая за все ленты с участием своей Джин. В марте 1913 года он окончил работу на Vitagraph и вместе со своей давней подругой, актрисой Флоренс Тёрнер, уплыл в Англию в поисках успеха и признания. Там они дуэтом стали выступать в лондонских мюзик-холлах, Тримбл писал сценарии и занимался режиссурой. В августе 1916 года вернулся в США. В 1917 году переехал в Голливуд, где стал работать на киностудию Goldwyn Pictures. В 1920 году приобрёл трёхгодовалую немецкую овчарку по кличке Стронгхарт. После успешной дрессировки этот кобель также стал собакой-кинозвездой.
В 1926 году окончил кинокарьеру и профессионально занялся дрессировкой собак, в частности, обучал собак-поводырей. В том же году свет увидел очерк Тримбла «Стронгхарт: История удивительной собаки». В 1930 году купил небольшой островок Макдональд на территории национального парка Сент-Лоренс-Айлендс. Там он написал очерк под названием «Джумбо» с подзаголовком «О собаках, лошадях и других людях» для журнала «Американский мальчишка».
Лоуренс Тримбл скончался 8 февраля 1954 года в «сельском доме-больнице» Фонда кино и телевидения в районе Вудленд-Хиллз города Лос-Анджелес (Калифорния) от сердечного приступа, не дожив недели до своего 69-го дня рождения.
В 1960 году посмертно был удостоен звезды на Голливудской «Аллее славы» за вклад в развитие киноиндустрии.
В титрах нередко указывался как Ларри Тримбл (англ. Larry Trimble) и Лоренс Тримбл (англ. Lawrence Trimble).

### Личная жизнь
Официально Тримбл был женат дважды.
1. Луиза Гитенс Трентон, концертная певица. Брак был заключён в 1907 году на Манхэттене. В сентябре 1912 года у них родилась дочь Джанет (ум. 2011)[6]. До 1915 года последовал развод.
2. Мэриан Констанс Блэктон[англ.] (1901—1993), киносценаристка и киноактриса, дочь «отца американской анимации» — Джеймса Блэктона. Брак заключён в 1941 году и продолжался тринадцать лет до самой смерти Тримбла 8 февраля 1954 года.

Кроме того, с 1920 по 1925 год он находился в очень близких отношениях с драматургом и киносценаристкой Джейн Мёрфин (1884—1955). Некоторые источники утверждают, что пара была в официальном браке 1915 по 1926 год, но эти сведения недостоверны.

## Избранная фильмография

### Режиссёр
- 1910 — Джин и ситцевая кукла[англ.] / Jean and the Calico Doll (к/м)
- 1910 — Джин-сваха[англ.] / Jean the Match-Maker (к/м)
- 1911 — Билли Кид[англ.] / Billy the Kid (к/м)
- 1911 — Пик её славы / Her Crowning Glory (к/м, в титрах не указан)
- 1912 — Индейские Ромео и Джульетта[англ.] / Indian Romeo and Juliet (к/м)
- 1912 — Исцеление игрока в покер / A Cure for Pokeritis (к/м)
- 1913 — Посмертные записки Пиквикского клуба[англ.] / The Pickwick Papers (к/м)
- 1914 — Суд над Мёрдоком[англ.] / The Murdoch Trial
- 1915 — Мой старый голландец[англ.] / My Old Dutch
- 1917 — Наступающий рассвет[англ.] / The Spreading Dawn
- 1917 — ? / The Auction Block
- 1919 — Золото дураков[англ.] / Fool's Gold
- 1920 — Любимая для всех[англ.] / Everybody's Sweetheart
- 1922 — Браун с Севера[англ.] / Brawn of the North
- 1924 — Закат[англ.] / Sundown
- 1926 — Мой старый голландец[англ.] / My Old Dutch

### Сценарист
- 1913 — Посмертные записки Пиквикского клуба[англ.] / The Pickwick Papers (к/м)
- 1915 — Вдали от обезумевшей толпы[англ.] / Far from the Madding Crowd
- 1920 — Серебряная стая[англ.] / The Silver Horde
- 1922 — Браун с Севера[англ.] / Brawn of the North
- 1926 — Мой старый голландец[англ.] / My Old Dutch

### Прочие работы
- 1914 — Суд над Мёрдоком[англ.] / The Murdoch Trial — актёр, исполнил роль дворецкого
- 1922 — Браун с Севера[англ.] / Brawn of the North — продюсер